# موریس تریه
موریس تریه (فرانسوی: Maurice Terrier‎) دوچرخه‌سوار اهل فرانسه است. وی در بازی‌های المپیک تابستانی ۱۹۰۰ شرکت کرده است.